# Episodi di Penn Zero: Eroe Part-Time (prima stagione)
La prima stagione della serie animata Penn Zero: Eroe Part-Time è stata trasmessa sul canale statunitense Disney XD dal 5 dicembre 2014.
In Italia viene trasmessa dal 30 novembre 2015 su Disney XD (Italia).
| nº | Titolo originale            | Titolo italiano                        | Prima TV USA      | Prima TV Italia  |
| -- | --------------------------- | -------------------------------------- | ----------------- | ---------------- |
| 1  | North Pole Down             | Natale a rischio                       | 5 dicembre 2014   | 25 dicembre 2015 |
| 2  | Chicken or Fish?            | Pollo o pesce?                         | 13 febbraio 2015  | 30 novembre 2015 |
| 2  | The Old Old West            | Il vecchio vecchio West                | 13 febbraio 2015  | 30 novembre 2015 |
| 3  | Babypocalypse               | Apocalipse Baby                        | 14 febbraio 2015  | 30 novembre 2015 |
| 3  | That Purple Girl            | La ragazza viola                       | 14 febbraio 2015  | 30 novembre 2015 |
| 4  | I'm Super!                  | Sono super                             | 15 febbraio 2015  | 1 dicembre 2015  |
| 4  | The Fast and the Floor Rugs | Il tappeto volante                     | 15 febbraio 2015  | 1 dicembre 2015  |
| 5  | Brainzburgerz               | Brainz-burgerz                         | 16 febbraio 2015  | 2 dicembre 2015  |
| 5  | Chuckle City                | Città della risata                     | 16 febbraio 2015  | 2 dicembre 2015  |
| 6  | Flurgle Burgle              | Flurgle Burgle                         | 23 febbraio 2015  | 3 dicembre 2015  |
| 6  | Temple of the Porcelain God | Il tempio della divinità di porcellana | 23 febbraio 2015  | 3 dicembre 2015  |
| 7  | Defending the Earth         | In difesa della Terra                  | 16 marzo 2015     | 4 dicembre 2015  |
| 7  | Number One, Number Two      | Numero uno, numero due                 | 16 marzo 2015     | 4 dicembre 2015  |
| 8  | 3 Big Problems              | 3 grandi problemi                      | 23 marzo 2015     | 7 dicembre 2015  |
| 8  | Cereal Criminals            | I criminali dei cereali                | 23 marzo 2015     | 7 dicembre 2015  |
| 9  | I'm Still Super             | Sono ancora super                      | 6 aprile 2015     | 8 dicembre 2015  |
| 9  | Balls!                      | Il mondo delle palle                   | 6 aprile 2015     | 8 dicembre 2015  |
| 10 | The Princess Most Fair      | Salviamo la principessa                | 27 aprile 2015    | 9 dicembre 2015  |
| 10 | Hail Larry                  | Larry, il signore oscuro               | 27 aprile 2015    | 9 dicembre 2015  |
| 11 | It's a Colorful Life        | Benvenuti a Colorilandia               | 1 giugno 2015     | 10 dicembre 2015 |
| 11 | Larry Manor                 | Il maniero di Larry                    | 1 giugno 2015     | 10 dicembre 2015 |
| 12 | Lady Starblaster            | Lady Fulminastelle                     | 8 giugno 2015     | 11 dicembre 2015 |
| 12 | Amber                       | La figlia ritrovata                    | 8 giugno 2015     | 11 dicembre 2015 |
| 13 | Totally Into Your Body      | Boone, eroe per un giorno              | 22 giugno 2015    | 14 dicembre 2015 |
| 13 | Fish and Chips              | Alla ricerca di Rufus                  | 22 giugno 2015    | 14 dicembre 2015 |
| 14 | The Ripple Effect           | Viaggio a Graziosilandia               | 6 luglio 2015     | 15 dicembre 2015 |
| 15 | Where Dragons Dare          | Chi sarà il nuovo top drago?           | 20 luglio 2015    | 16 dicembre 2015 |
| 15 | Rip-Penn                    | Rippen o Penn?                         | 20 luglio 2015    | 16 dicembre 2015 |
| 16 | Chuckle City 500            | La gara della città della risata       | 10 agosto 2015    | 17 dicembre 2015 |
| 16 | Rock and Roll               | Penn e i cavernicoli                   | 10 agosto 2015    | 17 dicembre 2015 |
| 17 | Plantywood: City of Flora   | Piantopoli la città della flora        | 17 agosto 2015    | 18 dicembre 2015 |
| 17 | Boone's Apprentice          | L'apprendista di Boone                 | 17 agosto 2015    | 18 dicembre 2015 |
| 18 | The QPC                     | Il C.E.Q.                              | 28 settembre 2015 | 21 dicembre 2015 |
| 18 | Shirley B. Awesome          | La splendente Shirley B.               | 28 settembre 2015 | 21 dicembre 2015 |
| 19 | Massive Morphy Merge Mechs  | Trasformazione Meccanica Massiva       | 29 settembre 2015 | 23 dicembre 2015 |
| 19 | Ultrahyperball              | Una partita pericolosa                 | 29 settembre 2015 | 23 dicembre 2015 |
| 20 | Zap One                     | Uno sguardo nel passato                | 30 settembre 2015 | 22 dicembre 2015 |
| 21 | Save the Worlds             | Salvare i mondi                        | 1 ottobre 2015    | 24 dicembre 2015 |